# Burggymnasium Essen

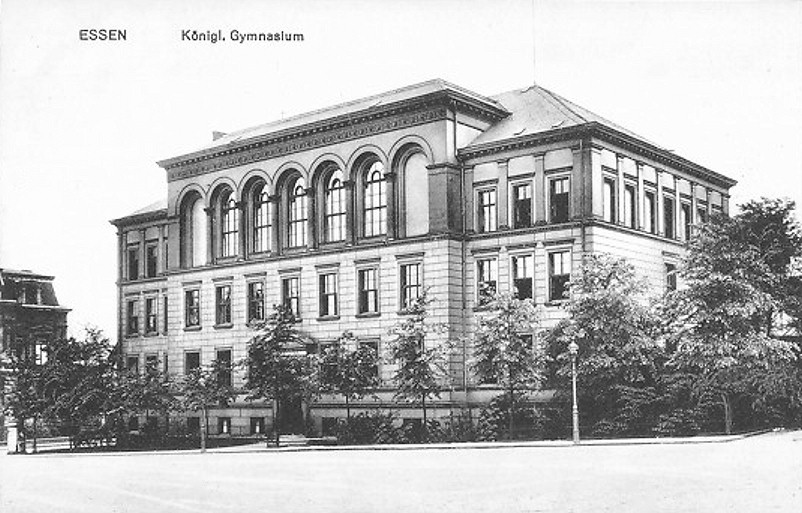
Königliches Gymnasium ab 1882, durch Brandbomben 1943 zerstört

Das Burggymnasium in der Essener Innenstadt führt seinen direkten Ursprung auf die Vereinigung zweier vorher existierender Essener Gelehrtenschulen im Jahre 1819 zurück; des ehemaligen lutherischen Gymnasiums (gegründet 1564) und der älteren katholischen Stiftsschule, die 852 als Schule für adelige Damen gegründet wurde.

## Geschichte
Im 9. Jahrhundert wurde in Essen eine katholische Stiftsschule gegründet. 1564 folgte die Gründung einer lutherischen Lateinschule durch den Rat der Stadt Essen. Diese gelangte unter ihrem Direktor Johann Heinrich Zopf im 18. Jahrhundert regelrecht Vorbildcharakter für erste Schulreformen, die auf eine praxisorientierte Ausbildung ausgerichtet waren. Sein Schüler Johann Julius Hecker begründete das preußische Realschulwesen. Bereits seit dieser Zeit bestand eine enge Verbindung zum Collegium Groeningianum in der preußischen Provinz Pommern.
1819 kam es zur Vereinigung der beiden konfessionellen Gelehrtenschulen. Als am 1. Mai 1824 die beiden zu einem preußisch-königlichen Gymnasium vereinigten Schulen die ehemalige Jesuitenresidenz, die an der Stelle des jetzigen Burggymnasiums stand, als neues Schulgebäude bezogen, schrieb der Rheinisch-Westfälische Anzeiger (5. Mai 1824): „Der erste Mai dieses Jahres wird und muss für die Bewohner Essens bis auf fernere Zeiten ein Tag der Freude und des Segens bleiben.“ 1924 wurde die Schule ein staatliches Gymnasium; sie hieß damals „Gymnasium am Burgplatz“.
Den Namen Burggymnasium erhielt die Schule 1933. Als der Burgplatz in Adolf-Hitler-Platz umbenannt wurde, entging sie damit der drohenden Umbenennung in Adolf-Hitler-Gymnasium. Zehn Jahre später, in der Nacht vom 3. auf den 4. April 1943, wurde das Schulgebäude während eines Bombenangriffs auf Essen völlig zerstört. Von 1952 (Klassentrakt) bis 1956 (Turnhalle und Aulatrakt) wurde die Schule am angestammten Platz in der jetzigen Form neu aufgebaut. 1974 wurde das bisher staatliche Burggymnasium dann eine städtische Schule. Im Jahr 1975 folgte die offizielle Aufnahme der Koedukation.
1992 wurde Englisch als erste Fremdsprache in Klasse 5 eingeführt und 1995 das Burggymnasium Mehrsprachenmodell. 2001 erfolgte die Einführung von Profilklassen zur Schulzeitverkürzung und Begabtenförderung.
2004 übernahm das Burggymnasium zusätzlich die Räumlichkeiten der Luisenschule Essen, deren Schulbetrieb eingestellt wurde. Vorübergehend war hier die Sekundarstufe II untergebracht, des Weiteren wurden Räumlichkeiten auch durch das Essener Stadtarchiv genutzt. Mit diesem pflegt die Schule auch weiterhin eine enge Kooperation. Auch mit dem fußläufig erreichbaren Viktoria-Gymnasium wurde zur Erhaltung von wenig nachgefragten Oberstufen-Kursen bis zur Schließung desselben kooperiert. In diesen Räumlichkeiten ist die Dependance II genannte Sekundarstufe II derzeit untergebracht. Durch die zentrale Lage am Essener Hauptbahnhof gerät das Burggymnasium regelmäßig in Verruf, da es keiner eindeutigen Sozialstruktur zugeordnet werden kann und sich sein Einzugsgebiet über das gesamte Ruhrgebiet erstreckt.
2007 wurden die sogenannten Bläserklassen eingeführt. Für diese können sich Schüler der 5. und 6. Klassen anmelden, um in Kleingruppen in Kooperation mit der Folkwang-Musikhochschule Essen ein Instrument zu erlernen. An der Ruhr-Universität Bochum spielt die Bigband der Schule jährlich bei der Verabschiedung der Absolventen der wirtschaftswissenschaftlichen Fakultät.
Im März 2014 besuchte Peng Liyuan, die Frau des chinesischen Staatspräsidenten Xi Jinping, das Burggymnasium. Im selben Jahr wurde der chinesische Chor gegründet. Zur Abschlusszeremonie des Chinesisch-Deutschen Sprachenjahres mit Bundeskanzlerin Angela Merkel und dem chinesischen Ministerpräsidenten Li Keqiang wurde eine Delegation der Schule nach Peking eingeladen. Mit der Reise begann das Burggymnasium auch eine Kooperation mit der „Cao Yang No. 2 High School“ aus Shanghai, zu deren Schwerpunkten der Deutschunterricht gehört.
Am 14. Januar 2020 wurde das Burggymnasium als Schule ohne Rassismus – Schule mit Courage anerkannt. Für das Schuljahr 2023/2024 ist die Schule als Bündelungsgymnasium ausgewiesen.

## Gebäude und Architektur
Das Gebäude des Burggymnasiums Essen wurde 1952 von dem Architekten Horst Loy entworfen. Dieser erste Neubau eines Essener Gymnasiums nach dem Zweiten Weltkrieg steht auf der Denkmalliste der Stadt.

## Besonderheiten der Schule

### Musik
- Musikklasse in Klasse 5 und 6 in Kooperation mit der Folkwangmusikschule Essen
- Vororchester
- Burgorchester
- Juniorband
- BurgBigBand
- Chinesischer Chor

### Theater
- Theater-AG in den Klassen 7 und 8
- Darstellendes Spiel als Wahlpflichtfach in den Klassen 9 und 10
- regelmäßige unterrichtsbegleitende Teilnahme am Columbus-Projekt des Grillo-Theaters Essen
- Literaturkurse in der Qualifikationsphase I

### Sprachangebot
- Latein ab Klasse 5 (parallel zu Englisch einsetzende Fremdsprache)
- Englisch intensiv (in den Klassen 5 und 6 jeweils zwei zusätzliche Unterrichtsstunden)
- Englisch bilingual ab Klasse 7 (Biologie oder eine Gesellschaftswissenschaft bilingual)
- Französisch oder Latein als zweite bzw. dritte Fremdsprache ab Klasse 7
- Spanisch ab Klasse 8 oder Klasse 10 (Oberstufe) als dritte bzw. vierte Fremdsprache
- Chinesisch AG

### Herbstakademie
Hierbei handelt es sich um ein Projekt für die Jahrgangsstufe 11, das jeweils zu Beginn des ersten Schulhalbjahres durchgeführt wird. Das Programm beinhaltet neben Einführungen in das Leben an der Universität und Übungen für Bewerbungen und Einstellungsgespräche, einem Rhetorik-Kurs und einem Benimm-Training, auch Konzentrationstraining sowie Entspannungsübungen bis hin zum Tanzkurs. Die Betreuung der Kurse erfolgt durch externe Dozenten aus den entsprechenden Fachbereichen.

### Kooperationen
Als erste Schule der Stadt hat das Burggymnasium im Jahr 2012 einen Kooperationsvertrag mit der Stadtbibliothek Essen geschlossen, um eine gezielte Leseförderung sicherzustellen. Eine Bildungspartnerschaft verbindet das Gymnasium mit dem Haus der Essener Geschichte, dem Archiv der Stadt Essen.
Seit 2014 hat das Burggymnasium auch eine Kooperation mit der „Cao Yang No. 2 High School“ aus Shanghai. Dazu hat die Schule eine Kooperation mit dem Konfuzius-Institut an der Universität Duisburg-Essen.

### Funky-Zeitungsprojekt
Das Burggymnasium nimmt regelmäßig am Zeitungsprojekt „Funky“ der Funke-Mediengruppe teil. Im Rahmen des zirka siebenwöchigen Projekts erhalten die Schüler der Stufe 8 die Tageszeitung als E-Paper, lesen und besprechen sie im Unterricht. Zudem erstellen sie selbst Artikel, die online veröffentlicht werden können.

### Förderverein
Im Förderverein des Burggymnasiums engagieren sich Eltern und ehemalige  Schüler finanziell und organisatorisch und ermöglichen so, das diverse Sozialgefüge und bestehende Ungleichheiten abzufedern. Neben der Entlastung des Kollegiums und der Finanzierung sozialer Aktivitäten sollen interessierte und begabte  Schüler unabhängig von ihrem Elternhaus mit den erforderlichen Ressourcen zur Ausbildung ihrer Talente ausgestattet werden.

## Direktoren
- 1719–1774: Johann Heinrich Zopf
- 1824–1829: Anton Jacob Paulssen
- 1845–1852: Friedrich Wilhelm Wilberg
- 1910–1916:
- -1957: Robert Müller
- 1957–1969: Hans Tümmler
- 1969–1993: Wolfgang Zerwes
- seit Dezember 2020: Simone Reuen

## Ehemalige Lehrer
- Anton Kardinal Fischer (1840–1912), Religionslehrer 1864–?
- Joseph Prill (1852–1935), Religionslehrer 1889–1918
- Konrad Ribbeck (1861–1929), Oberlehrer 1888–1927 und seit 1893 nebenamtlicher Archivar der Stadt Essen

## Ehemalige Schüler

### Geboren bis 1850
- Johann Julius Hecker (1707–1768), Reformpädagoge, Schüler der Essener Stadtschule
- Andreas Petrus Hecker (1709–1771), Reformpädagoge, Schüler der Essener Stadtschule
- Friedrich Krupp (1787–1826), Gründer der Krupp-Gussstahlfabrik und des daraus hervorgegangenen Unternehmens Friedrich Krupp AG
- Moses Hirschland (1810–1888), Mediziner, erster Abiturient jüdischen Glaubens
- Alfred Krupp (1812–1887), Erfinder und Großindustrieller
- Hermann Krupp (1814–1879), österreichischer Unternehmer
- Friedrich Gallenkamp (1818–1890), Reichsgerichtsrat und Richter am Reichsoberhandelsgericht Berlin
- Carl Schorn (1818–1900), Jurist
- Friedrich Hammacher (1824–1904), Reichstagsabgeordneter und Wirtschaftsführer
- Wilhelm Lindemann (1828–1879), Literaturhistoriker, Pfarrer und Politiker (Zentrum)
- Carl Julius Schulz (1828–1886), Gründer des Puddlings- und Blechwalzwerks Schulz, Knaudt & Cie., Handelskammerpräsident
- Friedrich Ludger Kleinheidt (1830–1894), Theologe, 1886–94 Generalvikar des Erzbischofs von Köln
- August Lehmkuhl (1834–1918), Moraltheologe, Schriftsteller und Sozialpolitiker
- Carl Humann (1839–1896), Ingenieur, Architekt und Klassischer Archäologe (Pergamonaltar)
- Ernst Péan (1840–1911), Bürgermeister der Bürgermeisterei Altenessen
- Alexander Schnütgen (1843–1918), Theologe und Kunstsammler
- Franz Nekes (1844–1914), Kirchenmusiker
- Friedrich Wilhelm Feldmann (1846–1911), Bauunternehmer, Bürgermeister von Wilhelmshaven, Oberbürgermeister und Ehrenbürger von Saarbrücken
- Wilhelm Effmann (1847–1917), Architekt und Bauhistoriker
- Franz Arens (1849–1920), Kommunalpolitiker und Geschichtsforscher
- Karl Budde (1850–1935), evangelischer Theologe

### Geboren zwischen 1851 und 1900
- Friedrich Christoph Pelizaeus (1851–1942), Neurologe
- Friedrich Alfred Krupp (1854–1902), Industrieller
- Oskar Witzel (1856–1925), Chirurg und Hochschullehrer
- Julius von Waldthausen (1858–1935), Diplomat
- Philipp Veltman (1859–1916), Beigeordneter in Essen und Oberbürgermeister von Aachen
- Victor Niemeyer (1863–1949), Justizrat und Publizist
- Salomon Heinemann (1865–1938), Jurist und Justizrat
- Carl Hagemann (1867–1940), Chemiker und Kunstmäzen
- Adolf Kempkes (1871–1931), Politiker
- Karl Joseph Schulte (1871–1941), Kardinal und Erzbischof zu Köln
- Ernst Gosebruch (1872–1953), Direktor des Folkwangmuseums
- Otto Schlüter (1872–1959), Geograph
- Ernst Eichhoff (1873–1941), Oberbürgermeister von Dortmund
- Aloys Wittrup (1877–1961), katholischer Priester, Pädagoge und päpstlicher Geheimkämmerer
- Eduard Ludwig Alexander (1881–1945), Abgeordneter des Reichstages
- Hermann Pieper (1881–1962), Oberstadtsekretär, dritter und letzter Bürgermeister der Bürgermeisterei Kupferdreh
- Felix Linnemann (1882–1948), von 1925 bis 1945 vierter Präsident des Deutschen Fußball-Bundes (DFB)
- Kurt Hirschland (1882–1957), deutsch-jüdischer Bankier, Stadtverordneter, Unternehmer
- Emil Jung (1882–1964), Architekt und Regierungsbaumeister
- Walter Forstmann (1883–1973), U-Boot-Kapitän und „Siedlervater“
- Theo Goldschmidt (1883–1965), Industrieller und Chemiker
- Georg Hirschland (1885–1942), Bankier, Kunstmäzen, Aufsichtsratsmitglied mehrerer Unternehmen
- Bruno Karl August Jung (1886–1966), deutscher Politiker, Ehrenbürger der Stadt Göttingen
- Otto Ehrensberger (1887–1968), Landrat, Ministerialbeamter und Richter
- Friedrich Wilhelm Johannes Grimm (1888–1959), nationalsozialistischer Politiker, Jurist und Publizist
- Franz Blücher (1896–1959), Politiker, 1949–1957 Minister und Vizekanzler der Bundesrepublik Deutschland
- Josef de Vries (1898–1989), Jesuit und Philosoph
- Georg Habighorst (1899–1958), Arzt und Politiker

### Geboren ab 1901
- Karl Jacobs (1906–1997), Schriftsteller
- Franz Stephan Griese (1918–1953), Ex-Priester, Kirchenkritiker und Linguistikprofessor der Universität Buenos Aires
- Diether Posser (1922–2010), Jurist, Politiker
- Uta Ranke-Heinemann (1927–2021), Theologin
- Wolfgang Stockmeier (1931–2015), Komponist, Organist und Hochschullehrer
- Klaus Schrameyer (1934–2021), Diplomat, Botschafter a. D.
- Bernhard Waldenfels (* 1934), Philosoph, Prof. (em.) der Universität Bochum
- Hans Josef Wieling (1935–2018), Jurist, Prof. der Universität Trier
- Dieter Crumbiegel (* 1938), Prof. (em.) für Design, Keramik-Design
- Jürgen Peter Wallmann (1939–2010), Essayist und Literaturkritiker
- Dirk Ippen (* 1940), Zeitungsverleger
- Hans-Werner Engels (1941–2010), Sachbuchautor, Herausgeber und Lokalhistoriker
- Detlev Riesner (* 1941), Biophysiker, Prof. (em.) der Universität Düsseldorf
- Ulrich Schäfer (* 1941), Theologe, Kommunalpolitiker in Mannheim
- Hans Hecker (* 1942), Historiker, Prof. (em.) der Universität Düsseldorf
- Ralf Urban (* 1943), Althistoriker
- Wilhelm Schlote (* 1946), Kinderbuchillustrator
- Bernd Kremer (* 1947), Chirurg, Vorstandsvorsitzender vom Universitätsklinikum Schleswig-Holstein (2003–08)
- Norbert Schappacher (* 1950), Mathematiker
- Alfred Bergmann (* 1953), Bundesrichter
- Hanns-Bruno Kammertöns (* 1953), Journalist (Die Zeit)
- Winfried Haunerland (1956–2023), Theologe, Professor für Liturgiewissenschaft, Universität München, Direktor des Georgianums
- Andreas Meyer-Falcke (* 1957), Mediziner und Landesbeamter
- Oliver Scheytt (* 1958), Prof. für Kulturpolitik am Institut für Kulturmanagement der Hochschule für Musik und Theater Hamburg
- Michael F. Zimmermann (1958–2025), Kunsthistoriker, Prof. an der Universität Eichstätt-Ingolstadt
- Peter Bruns (* 1961), Theologe und Kirchenhistoriker
- Florian Matzner (* 1961), Kunstwissenschaftler und Kurator
- Norbert Scherbaum (* 1961), Mediziner
- Wolfgang Kläsener (* 1962), Musiker
- Christof Loy (* 1962), Opernregisseur
- Tobias Scheytt (* 1963), Professor für Betriebswirtschaftslehre, Helmut-Schmidt-Universität Hamburg
- Stefan Kläsener (1964–2024), Theologe und Journalist, Chefredakteur der Westfalenpost
- Fabian Geyer (* 1969), Jurist, Politiker, Oberbürgermeister der Stadt Flensburg
- Mischa Meier (* 1971), Althistoriker
- Michael Haaß (* 1983), Handballspieler
- Ben Zwiehoff (* 1994), Radsportler